# 梁寅
梁寅（1309年—1390年），字孟敬，新喻（今江西省新余县）人。
自小聪明，好读书，“淹贯五经百氏”，元末多次赴試不中，后召为集庆路（今江苏南京市）儒学训导，兩年後，以親老辭歸。明初召修禮樂書。書成，朝廷欲授其官，以疾辭歸。晚年隱居於石门山，四方士子多从其学，學者稱之“梁五經”。著有《石门集》4卷、《周易参议》12卷、《尚书纂义》10卷、《春秋考义》10卷、《宋史略》《元史略》各4卷、《集礼》50卷。

## 延伸阅读
[在维基数据编辑]
 在维基文库阅读此作者作品
 《國朝獻徵錄·卷之一百十四》，出自焦竑《國朝獻徵錄》
 《明史卷二百八十二》，出自《明史》